# Planeten-Killer
Planeten-Killer (Originaltitel: The Doomsday Machine) ist die sechste Episode der zweiten Staffel der Science-Fiction-Fernsehserie Raumschiff Enterprise. Sie wurde in englischer Sprache erstmals am 20. Oktober 1967 bei NBC ausgestrahlt. In Deutschland war sie zum ersten Mal am 24. Juni 1972 in einer synchronisierten Fassung im ZDF zu sehen.

## Handlung
Im Jahr 2267 bei Sternzeit 4202.1 empfängt die Enterprise einen verstümmelten Notruf, der von ihrem Schwesterschiff Constellation zu stammen scheint. Als die Enterprise zum Ursprung des Signals fliegt, durchquert sie ein Sternensystem, in dem sämtliche Planeten von einer unbekannten Macht zerstört wurden. Auch im Nachbarsystem L-374 sind alle Planeten bis auf zwei zerstört. Hier findet die Enterprise die stark beschädigte Constellation.
Captain Kirk beamt mit Schiffsarzt McCoy, Chefingenieur Scott und einem Schadenskontrollteam hinüber, um sich ein Bild der Lage zu machen. Das Schiff scheint verlassen und die Schäden sind sehr schwer, doch die meisten Systeme können repariert werden. Kirk und McCoy wollen das Logbuch des Schiffs durchsehen und begeben sich dazu in den Ersatz-Kontrollraum. Dort finden sie zu ihrer Überraschung Commodore Matthew Decker, den Kommandanten der Constellation. Er hat einen schweren Schock und ist kaum ansprechbar. Nachdem McCoy ihm ein Medikament verabreicht hat, ist Decker in der Lage, Auskunft zu geben: Die Constellation wurde von einem riesigen, mehrere Kilometer langen Etwas mit einem gigantischen „Schlund“ angegriffen. Angesichts der Übermacht des Gegners wollte Decker seine Mannschaft retten, indem er sie auf den dritten Planeten beamte und allein an Bord zurückblieb. Doch dann musste er mit ansehen, wie der Angreifer den gesamten Planeten einfach zerstörte. Hierfür verwendete er einen Antiprotonenstrahl. Ob der Angreifer ein Lebewesen oder eine Maschine ist, kann Decker nicht sagen. Dank der Aufzeichnungen der Constellation kann Spock, der erste Offizier der Enterprise, hier Klarheit schaffen: Der Angreifer ist eine automatisierte Waffe, die Planeten zerstört und ihre Trümmer als Energiequelle nutzt. Er scheint von außerhalb der Milchstraße zu stammen und sein Kurs führt ihn durch den am dichtesten besiedelten Bereich der Galaxie. Kirk vermutet, es handle sich um eine Art Weltvernichtungsmaschine von unbekannten Erbauern, die ihr schon vor langer Zeit selbst zum Opfer gefallen sind. Er beschließt, die Constellation in Schlepp zu nehmen, und McCoy beamt mit Decker zur weiteren Behandlung zurück auf die Enterprise, doch als sie dort ankommen, ertönt roter Alarm, denn der Angreifer ist zurückgekehrt.
Der Planeten-Killer greift nun die Enterprise an. Die Schäden sind gering, doch das Schiff verliert den Kontakt zur Constellation. Da die Enterprise wendiger ist, kann sie den Planeten-Killer ausmanövrieren. Der setzt seinen Weg schließlich fort und nimmt Kurs auf das dicht besiedelte Rigel-System. Spock will das Außenteam zurückholen und dann mit genügend Abstand zum Planeten-Killer eine Warnung an das Sternenflottenkommando schicken. Decker hingegen übernimmt unter Berufung auf seinen höheren Rang kurzerhand das Kommando der Enterprise und befiehlt, den Planeten-Killer zu verfolgen. Er meint, er müsse nur näher an ihn herankommen, als er es mit der Constellation vermocht hatte, dann könne er mit den Phasern des Schiffs vernichtet werden. Spock hält diesen Plan nicht für erfolgversprechend, doch der Besatzung bleibt keine andere Wahl, als Deckers Befehle zu befolgen.
Auf der Constellation schreiten indes die Reparaturen voran und als der Hauptbildschirm des Kontrollraums wieder funktioniert, sieht Kirk, wie die Enterprise den Planeten-Killer beschießt. Der Angriff bleibt ohne Wirkung. Stattdessen wird nun die Enterprise beschossen und von einem Traktorstrahl eingefangen, um sie zu verschlingen. Da die Phaser der Constellation wieder funktionieren, feuert Kirk auf den Planeten-Killer, um ihn von der Enterprise abzulenken, was auch funktioniert. Der Planeten-Killer verfolgt nun beide Schiffe abwechselnd, legt dann aber eine Pause ein, um Planeten-Trümmer zu verschlingen. In dieser Zeit kann die Schiff-zu-Schiff-Kommunikation wiederhergestellt werden. Decker plant einen weiteren Angriff, doch Kirk ist strikt dagegen, dass er sein Schiff leichtfertig in Gefahr bringt, und befiehlt Spock, Decker des Kommandos zu entheben. Spock muss ihm mit Arrest drohen, bis Decker schließlich nachgibt.
Lieutenant Montgomery soll Decker zur Krankenstation geleiten, doch Decker schlägt ihn zusammen und entwendet ein Shuttle, mit dem er auf den Planeten-Killer zufliegt. Über Funk erklärt er, da die Angriffe auf die Hülle des Planeten-Killers wirkungslos waren, will er nun direkt in seinen Schlund fliegen. Schließlich explodiert das Shuttle, richtet aber keinen Schaden an. Steuermann Sulu registriert jedoch einen leichten Energieabfall. Deckers Selbstmordmission war also nicht vergeblich, das Shuttle war lediglich zu klein. Kirk entwickelt nun den Plan, den Antrieb der Constellation zu überlasten und im Inneren des Planeten-Killers zur Explosion zu bringen. Scott trifft die nötigen Vorbereitungen und beamt mit dem Schadenskontrollteam zurück zur Enterprise. Kirk bleibt allein zurück und steuert die Constellation in den Schlund des Planeten-Killers. Dabei werden Schäden am Transportersystem festgestellt, die umgehende Reparaturen erfordern. Als Kirk schließlich den Zeitzünder für die Überlastung des Antriebs aktiviert, will er ebenfalls zurück zur Enterprise beamen, doch Scott ist mit den Reparaturen noch nicht fertig. Erst in letzter Sekunde gelingt der Rücktransport. Nachdem die Constellation explodiert ist, werden vom Planeten-Killer keine Energiesignaturen mehr gemessen – er ist tot. Kirks letzte Pflicht ist nun die Schilderung der Ereignisse im Logbuch und er beabsichtigt zu erklären, dass Commodore Decker in Ausübung seiner Pflicht gestorben sei.

## Besonderheiten

### Verbindungen zu anderen Star-Trek-Produktionen
Viele Elemente aus dieser Folge wurden in späteren Star-Trek-Produktionen wieder aufgegriffen:
- Die Besessenheit, mit der Commodore Decker den Planeten-Killer jagt, nimmt starke Anleihen an der Figur des Captain Ahab aus Herman Melvilles Roman Moby-Dick. Eine ähnliche Besessenheit ist bei Captain Kirk mit der Dikironium-Nebelkreatur in der Raumschiff-Enterprise-Folge Tödliche Wolken, bei Khan Noonien Singh mit Captain Kirk im Film Star Trek II: Der Zorn des Khan und bei Captain Jean-Luc Picard mit den Borg im Film Star Trek: Der erste Kontakt festzustellen.
- Willard Decker (Stephen Collins), in Star Trek: Der Film von 1979 der Nachfolger von James T. Kirk als Captain der Enterprise, soll laut Gene Roddenberry der Sohn von Commodore Matthew Decker sein. Obwohl das im Film selbst nicht erwähnt wird, wurde die Idee in die Romanfassung sowie in zahlreiche Referenzwerke aufgenommen, etwa in Susan Sacketts Buch The Making of Star Trek: The Motion Picture[1], die Star Trek Encyclopedia[2] und die offizielle Star-Trek-Website[3].
- In Folge 1.05 (Wähle deinen Schmerz) der Serie Star Trek: Discovery von 2017 wird Matthew Decker als einer der höchstdekorierten Captains der Sternenflotte genannt.
- In der Short Treks-Folge 2.04 (Ephraim and Dot) von 2019 ist eine animierte Version der Begegnung der Enterprise mit dem Planeten-Killer zu sehen.

### Sonstiges
Den Tick von Commodore Decker, nervös mit Disketten in seiner Hand zu spielen, hat sein Darsteller William Windom Humphrey Bogart entlehnt, der im Film Die Caine war ihr Schicksal von 1954 das gleiche mit Metallkugeln tut.

## Produktion

### Drehbuch
Eine der Hauptinspirationsquellen für Norman Spinrads Drehbuch zu Planeten-Killer war Herman Melvilles Roman Moby-Dick.
Commodore Decker sollte im ursprünglichen Drehbuchentwurf nicht sterben, sondern seine Fehler einsehen und zurücktreten. Diese Idee wurde später für Commodore Stocker in der Folge Wie schnell die Zeit vergeht übernommen.

### Regie
Regisseur Marc Daniels benötigte für die Folge nur fünf statt der üblichen sechs Drehtage und erhielt dafür einen Bonus von 500 Dollar.

### Darsteller
Für die Rolle des Commodore Decker war ursprünglich Robert Ryan vorgesehen, der aber bereits anderweitig verpflichtet worden war.
Lieutenant Palmer (Elizabeth Rogers) hat auch in der Folge Die Reise nach Eden einen Auftritt.
Richard Compton, Darsteller von Lieutenant Washburn, spielte auch einen Romulaner in der Folge Die unsichtbare Falle. Als Regisseur inszenierte er 1987 die Episode 1.11 (Die Frau seiner Träume) von Raumschiff Enterprise – Das nächste Jahrhundert.
John Copage, Darsteller von Lieutenant Elliott, trat auch als Statist in mehreren Folgen der Serien Raumschiff Enterprise – Das nächste Jahrhundert und Star Trek: Raumschiff Voyager sowie im Spielfilm Star Trek: Der erste Kontakt auf.
Jerry Catron spielte Lieutenant Montgomery erneut in der Folge Reise nach Babel. In der früheren Folge Spock außer Kontrolle hatte er einen Kolonisten gespielt.

### Kulissen
In Produktionsreihenfolge ist dies die erste Folge, in der das umgestaltete Set des Maschinenraums der Enterprise zu sehen ist. Unter anderem wurden große runde Behälter für die Dilithium-Kristalle sowie eine Leiter und ein zweites Stockwerk mit Konsolen hinzugefügt.
Für die Szenen auf der Constellation wurde unter anderem ein Ersatz-Kontrollraum angefertigt. Sein Hauptbildschirm ist der wiederverwendete Bildschirm der Enterprise-Brücke aus dem zweiten Pilotfilm Die Spitze des Eisberges. Der Ersatz-Kontrollraum wurde in mehreren weiteren Folgen auch als Set für die Enterprise verwendet. Als solches war er erstmals in der nach Planeten-Killer produzierten, aber früher ausgestrahlten Folge Ich heiße Nomad zu sehen.

### Kostüme
In Produktionsreihenfolge ist dies die erste Folge, in der Kirk die neue Variante seiner alternativen grünen Uniform trägt.

### Requisiten
Für die Constellation wurde ein verändertes Modell der Enterprise des Spielzeugherstellers Aluminum Model Toys verwendet.

## Adaptionen
James Blish schrieb eine Textfassung von Planeten-Killer, die auf Englisch erstmals 1969 in der Geschichtensammlung Star Trek 3 erschien. Die deutsche Übersetzung erschien 1972.

## Rezeption
Die Folge wurde 1968 für einen Hugo Award in der Kategorie Best Dramatic Presentation nominiert.
Donald R. Rode wurde 1968 für seine Arbeit an Planeten-Killer für einen Emmy in der Kategorie Beste Leistung in Film- und Tonschnitt nominiert.
James Rundle führte Planeten-Killer 2010 auf SciFiNow in einer Auflistung der zehn besten Folgen von Raumschiff Enterprise auf Platz 10.
Eoin O’Carroll führte Planeten-Killer 2012 im Christian Science Monitor in einer Aufstellung der 10 besten Folgen von Raumschiff Enterprise auf Platz 10.
Charlie Jane Anders führte Planeten-Killer 2014 auf gizmodo.com in einer Liste der 100 besten bis dahin ausgestrahlten Star-Trek-Folgen auf Platz 18.
Sven Harvey zählte Planeten-Killer 2015 auf der Website Den of Geek als eine der 25 besten Folgen der beiden Serien Raumschiff Enterprise und Die Enterprise.
Tim Baker führte Planeten-Killer 2016 in Newsweek in einer Auflistung der zehn besten Folgen von Raumschiff Enterprise auf Platz 10.
Ed Gross listete Planeten-Killer 2016 auf empireonline.com in einer Aufstellung der 50 besten bis dahin ausgestrahlten Star-Trek-Folgen auf Platz 9.
David Morgan führte Planeten-Killer 2016 auf cbsnews.com als eine der besten Folgen von Raumschiff Enterprise auf.
Aaron Couch und Graeme McMillan erstellten 2016 anlässlich des 50-jährigen Jubiläums von Star Trek in Zusammenarbeit mit verschiedenen Beteiligten aus dem Franchise für den Hollywood Reporter eine Liste der 100 besten bis dahin ausgestrahlten Folgen. Planeten-Killer wurde hierbei auf Platz 48 gewählt.
Daniel W. Drezner führte Planeten-Killer 2016 auf der Website der Washington Post in einer Aufstellung der zehn besten Folgen des Star-Trek-Franchises auf Platz 7.
Matthew Fisher erstellte 2017 für die Website whatculture.com eine Liste der 30 besten Star-Trek-Folgen. Planeten-Killer führte er hier auf Platz 6.
Elena Holodny und Andy Kiersz führten Planeten-Killer 2017 auf businessinsider.com in einer Aufstellung der 13 besten Folgen von Raumschiff Enterprise auf Platz 13.
Patrick Cooley führte Planeten-Killer 2017 in einer Liste der 25 besten bis dahin ausgestrahlten Star-Trek-Folgen auf Platz 14.
Silas Lesnick listete Planeten-Killer 2018 in einer Aufstellung der 20 besten Folgen von Raumschiff Enterprise auf Platz 11.
Sean Ferrick erstellte 2020 für die Website whatculture.com eine Liste der 25 besten Star-Trek-Folgen. Planeten-Killer führte er hier auf Platz 18.
Kristy Ambrose erstellte 2020 für screenrant.com auf der Grundlage von IMDb-Bewertungen eine Liste der zehn besten Raumschiff-Enterprise-Folgen. Planeten-Killer landete dabei auf Platz 6.
Paul Rowe listete Planeten-Killer 2020 auf popmasters.com in einer Aufstellung der 20 besten Folgen von Raumschiff Enterprise auf Platz 20.
Sam Stone führte Planeten-Killer 2021 auf cbr.com als eine der zehn wichtigsten Folgen von Raumschiff Enterprise.
Christian Blauvelt listete Planeten-Killer 2022 auf hollywood.com in einem Ranking aller 79 Raumschiff-Enterprise-Folgen auf Platz 9.

## Parodien und Anspielungen
Der Film Galaxy Quest – Planlos durchs Weltall von 1999 ist eine Parodie des Star-Trek-Franchises und enthält zahlreiche Anspielungen an konkrete Folgen. Das Raumschiff des Bösewichts Sarris ist eine Mischung aus dem Planeten-Killer und einem romulanischen Warbird aus Raumschiff Enterprise – Das nächste Jahrhundert.
Im Film Terminal von 2004 nennt Dolores Torres (Zoe Saldana) Planeten-Killer als ihre Lieblingsfolge von Raumschiff Enterprise.
In der Folge In Harms’s Way der Fanserie Star Trek: New Voyages von 2004 werden die Planeten-Killer aus dieser Folge wieder aufgegriffen.
In Folge 26.10 (Der Mann, der als Dinner kam) der Zeichentrickserie Die Simpsons von 2015 ist im Abspann die Szene mit Scotty in der Jefferies-Röhre mit Bart Simpson nachgestellt.